# Supercopa Sudamericana
A Supercopa Sudamericana (portugálul: Supercopa Sulamericana) más néven: Supercopa Libertadores vagy Supercopa João Havelange egy megszűnt, a CONMEBOL által kiírt labdarúgósorozat volt, amit 1988 és 1997 között rendeztek meg.
A legsikeresebb csapatok a brazil Cruzeiro és az argentin Independiente, 2–2 győzelemmel.

## Kupadöntők
| Év               | Dátum és helyszín                                                                                               | Döntő           | Döntő                           | Döntő         |
| Év               | Dátum és helyszín                                                                                               | Bajnok          | Eredmény                        | 2. helyezett  |
| ---------------- | --- | --------------- | ------------------------------- | ------------- |
| 1988 (Részletek) | Odavágó: Avellaneda, Argentína (1988. június 13.) Visszavágó: Belo Horizonte, Brazília (1988. június 18.)       | Racing Club     | 2 - 1 1 - 1 Összesítésben 3 - 2 | Cruzeiro      |
| 1989 (Részletek) | Odavágó: Buenos Aires, Argentína (1989. november 22.) Visszavágó: Avellaneda, Argentína (1989. november 29.)    | Boca Juniors    | 0 - 0 (büntetőkkel) 5 - 3       | Independiente |
| 1990 (Részletek) | Odavágó: Montevideo, Uruguay (1991. január 5.) Visszavágó: Asunción, Paraguay (1991. január 11.)                | Olimpia         | 3 - 0 3 - 3 Összesítésben 6 - 3 | Nacional      |
| 1991 (Részletek) | Odavágó: Buenos Aires, Argentína (1991. november 13.) Visszavágó: Belo Horizonte, Brazília (1991. november 20.) | Cruzeiro        | 0 - 2 3 - 0 Összesítésben 3 - 2 | River Plate   |
| 1992 (Részletek) | Odavágó: Belo Horizonte, Brazília (1992. november 18.) Visszavágó: Avellaneda, Argentína (1992. november 25.)   | Cruzeiro        | 4 - 0 0 - 1 Összesítésben 4 - 1 | Racing Club   |
| 1993 (Részletek) | Odavágó: Rio de Janeiro, Brazília (1993. november 17.) Visszavágó: São Paulo, Brazília (1993. november 24.)     | São Paulo       | 2 - 2 (büntetőkkel) 5 - 3       | Flamengo      |
| 1994 (Részletek) | Odavágó: Buenos Aires, Argentína (1994. november 3.) Visszavágó: Avellaneda, Argentína (1994. november 9.)      | Independiente   | 1 - 1 1 - 0 Összesítésben 2 - 1 | Boca Juniors  |
| 1995 (Részletek) | Odavágó: Avellaneda, Argentína (1995. november 29.) Visszavágó: Rio de Janeiro, Brazília (1995. december 6.)    | Independiente   | 2 - 0 0 - 1 Összesítésben 2 - 1 | Flamengo      |
| 1996 (Részletek) | Odavágó: Belo Horizonte, Brazília (1996. november 20.) Visszavágó: Buenos Aires, Argentína (1996. december 4.)  | Vélez Sarsfield | 1 - 0 2 - 0 Összesítésben 3 - 0 | Cruzeiro      |
| 1997 (Részletek) | Odavágó: São Paulo, Brazília (1997. december 4.) Visszavágó: Buenos Aires, Argentína (1997. december 17.)       | Boca Juniors    | 0 - 0 2 - 1 Összesítésben 2 - 1 | São Paulo     |

## Klubonként
| Csapat          | Győzelmek | Második hely |
| --------------- | --------- | ------------ |
| Cruzeiro        | 2         | 2            |
| Independiente   | 2         | 1            |
| Racing Club     | 1         | 1            |
| Boca Juniors    | 1         | 1            |
| São Paulo       | 1         | 1            |
| River Plate     | 1         | 1            |
| Olimpia         | 1         | —            |
| Vélez Sarsfield | 1         | —            |
| Flamengo        | —         | 2            |
| Nacional        | —         | 1            |

## Országonként
| Ország    | Győzelmek száma | Második hely |
| --------- | --------------- | ------------ |
| Argentína | 6               | 4            |
| Brazília  | 3               | 5            |
| Paraguay  | 1               | —            |
| Uruguay   | —               | 1            |